# Unterausschuss Internationale Klima- und Energiepolitik
Der Unterausschuss Internationale Klima- und Energiepolitik ist ein Unterausschuss des Auswärtigen Ausschusses des Deutschen Bundestages. Der Unterausschuss wurde 2022 im Zuge des Russischen Überfalls auf die Ukraine ins Leben gerufen. Die „Klimaaußenpolitik“ wird daher in der Regierung in Kooperation von Auswärtigen Amt, Umweltministerium, Ministerium für Wirtschaft und Klimaschutz und Ministerium für wirtschaftliche Zusammenarbeit und Entwicklung entwickelt.

## Aufgaben
Zu den Aufgaben des Ausschusses gehören:
- Thematische Begleitung der Entwicklung der Klimaaußenpolitik.
- Zusammenarbeit und Koordination mit den beteiligten Ministerien.
- Überwachung und Evaluation der Fortschritte in der Strategieumsetzung.
- Beratung und Berichterstattung über relevante politische Entwicklungen.
- Förderung des Austauschs zwischen den verschiedenen Ministerien und dem Parlament.

## Mitglieder

### 20. Bundestag

#### Ordentliche Mitglieder
1. Lisa Badum, Bündnis 90/Die Grünen (Vorsitzende)
2. Norbert Röttgen, CDU/CSU (Stv. Vorsitzender)
3. Sanae Abdi, SPD
4. Adis Ahmetović, SPD (Obmann)
5. Robin Mesarosch, SPD
6. Thomas Erndl, CDU/CSU
7. Anne König, CDU/CSU (Obfrau)
8. Kathrin Henneberger, Bündnis 90/Die Grünen
9. Olaf in der Beek, FDP (Obmann)
10. Stefan Keuter, AfD (Obmann)
11. Cornelia Möhring, Gruppe Die Linke

#### Stellvertretende Mitglieder
1. Karamba Diaby, SPD
2. Nina Scheer, SPD
3. Frank Schwabe, SPD
4. Roderich Kiesewetter, CDU/CSU
5. Katja Leikert, CDU/CSU
6. Anja Weisgerber, CDU/CSU
7. Anton Hofreiter, Bündnis 90/Die Grünen
8. Katrin Uhlig, Bündnis 90/Die Grünen
9. Rainer Semet, FDP
10. Steffen Kotré, AfD
11. Victor Perli, Gruppe Die Linke